# Instytut Nauk o Informacji Uniwersytetu Pedagogicznego im. KEN w Krakowie
Instytut Nauk o Informacji Uniwersytetu Pedagogicznego im. KEN w Krakowie – jednostka dydaktyczno-naukowa zajmująca się kształceniem w zakresie zawodów informacyjnych i badaniami z obszaru bibliologii i informatologii.
Instytut oferuje studia I i II stopnia oraz podyplomowe na kierunkach: Zarządzanie Informacją i Publikowanie Cyfrowe (studia I i II stopnia), Architektura Informacji (studia I stopnia), Edytorstwo (studia podyplomowe) i Bibliotekoznawstwo i informacja naukowa (studia podyplomowe 2 lub 3 semestralne). Oferta INoI obejmuje studia w trybie stacjonarnym i niestacjonarnym.
Przy Instytucie funkcjonuje Biblioteka Polonistyki i Informacji Naukowej UP.
W ramach Instytutu działa Studenckie Koło Naukowe Architektów Informacji (od 2013 roku).

## Dyrektorzy Instytutu[3]
1. prof. dr hab. Jerzy Jarowiecki (1999-2000)
2. dr hab. Józef Szocki (2000-2001)
3. dr hab. Halina Kosętka (2001-2012)
4. p.o. dr hab. Michał Rogoż (2012-2016)
5. dr hab. Michał Rogoż (2016-2020)
6. dr hab. Iwona Pietrzkiewicz (od 2020)

## Historia Instytutu[3]
- 1959/60 – początki kształcenia bibliotekarzy w Wyższej Szkole Pedagogicznej; organizacja studiów fakultatywnych zajęcia z bibliotekoznawstwa dla studentów różnych kierunków,
- 1962/63 – utworzenie Studium Bibliotekoznawczego prowadzonego przez doc. dra Józefa Korpałę,
- 1963/64 – reorganizacja Studium Bibliotekoznawczego; utworzenie dwuletniego Studium Bibliotekarskiego jako części Studium Przedmiotów Fakultatywnych, kierowanych przez doc. dr hab. Mieczysławę Romankównę,
- 1971/72 – powołanie trzyletnich dziennych studiów zawodowych: filologii polskiej z bibliotekoznawstwem w Instytucie Filologii Polskiej,
- 1975 – decyzją rektora WSP doc. dr hab. Bolesława Farona utworzenie Zakładu Bibliotekoznawstwa, kierowanego przez dra Jana Okonia,
- 1975/76 – powołanie w miejsce studiów bibliotekoznawczych studiów z zakresu bibliotekoznawstwa i informacji naukowej,
- 1977 – przekształcenie Zakładu w Samodzielny Zakład Bibliotekoznawstwa,
- 1978 – kierownictwo Zakładu objął prof. dr hab. Jerzy Jarowiecki, pełniąc tę funkcję do 2000 roku; siedzibą był budynek przy ul. Grodzkiej 60,
- 1985 – przemianowanie SZBiIN na Katedrę Bibliotekoznawstwa i Informacji Naukowej z dwoma Pracowniami: Pracownią i Zespołem Historii Książek i Bibliotek oraz Pracownią i Zespołem Czasopiśmiennictwa Polskiego i Zagadnień Wydawniczych,
- 1992 – przeniesienie KBiIN do budynku WSP przy ul. Ingardena 4,
- 1993/94 – włączenie Katedry w strukturę IFP; utworzenie nowych Pracowni: Pracowni Historii Książki, Pracowni Bibliotekarstwa, Pracowni Informacji Naukowej, Pracowni Teorii Tekstu i Edytorstwa, Pracowni Czasopiśmiennictwa Polskiego i Kultury Literackiej XIX wieku,
- 1995 – umiejscowienie Katedry w gmachu WSP przy ul. Podchorążych 2,
- 1999 – przekształcenie katedry w Instytut Bibliotekoznawstwa i Informacji Naukowej, w miejsce Zakładów utworzenie Katedry Bibliotekarstwa i Czytelnictwa, Katedry Historii Książki, Katedry Czasopiśmiennictwa i Kultury Literackiej, Katedry Teorii Tekstu i Edytorstwa, Zakładu Informacji i Dokumentacji Naukowej,
- 2000/2001 – dyrektor Instytut: prof. dr hab. Józef Szocki,
- 2001-2012 – dyrektor Instytutu: prof. UP dr hab. Halina Kosętka,
- 2003 – zmiana nazwy Instytutu na Instytut Informacji Naukowej i Bibliotekoznawstwa,
- 2012 – dyrektor p.o. Instytutu: dr hab. Michał Rogoż,
- 2012 – zmiana struktury organizacyjnej. Istnieją Katedry: Badań Książki i Prasy; Bibliotekarstwa i Czytelnictwa; Edytorstwa i Wiedzy o Literaturze; Nauki o Informacji i Edukacji Informacyjnej,
- 2012 – zmiana struktury organizacyjnej. Istnieją Katedry: Badań Książki i Prasy; Bibliotekarstwa i Czytelnictwa; Nauki o Informacji i Edukacji Informacyjnej,
- 2013 – utworzenie nowego kierunku studiów – Architektura Informacji,
- 2016-2020 dyrektor Instytutu: dr hab. Michał Rogoż,
- 2016 – zmiana nazwy oraz struktury organizacyjnej. Nazwa jednostki: Instytut Nauk o Informacji. Istnieją Katedry: Katedra Wiedzy o Drukowanych i Cyfrowych Środkach Przekazu; Katedra Kultury Informacyjnej; Katedra Zarządzania Informacją,
- 2016 – utworzenie nowego kierunku studiów – Zarządzanie Informacją i Publikowanie Cyfrowe (I stopień i II stopień),
- 2019 – zmiana struktury organizacyjnej: Katedra Kultury Informacyjnej, Katedra Wiedzy o Mediach, Katedra Zarządzania Informacją.
- 2020 – dyrektor Instytutu: dr hab. Iwona Pietrzkiewicz.

## Program i założenia studiów
Instytut specjalizuje się w badaniach i kształceniu w zakresie bibliologii, architektury informacji i informatologii. Obszary badawcze, w ramach których prowadzona jest działalność naukowa, to między innymi: zagadnienia informacji naukowej, kultura informacyjna, zachowania informacyjne, badania użytkowników informacji, architektura informacji, zarządzanie informacją, historia książki i prasy, badania rynku książki i mediów, naukoznawstwo, nowe media, technologia przetwarzania materiałów cyfrowych, bibliometria, webometria.
Absolwenci studiów I stopnia na kierunku Zarządzania Informacją i Publikowanie Cyfrowe uzyskują specjalistyczne kwalifikację z zakresu zarządzania informacją i publikowania cyfrowego oraz przygotowanie zawodowe umożliwiające podjęcie pracy w instytucjach zajmujących się gromadzeniem, opracowaniem i publikowaniem dokumentów cyfrowych i tradycyjnych.
Absolwenci studiów II stopnia na kierunku Zarządzania Informacją i Publikowanie Cyfrowe pozyskują szeroką wiedzę humanistyczną oraz praktyczne umiejętności związane z działalnością informacyjną, przetwarzaniem i organizacją informacji cyfrowej oraz procesów związanych z funkcjonowaniem publikacji cyfrowych – od ich tworzenia, przez dystrybucję, przechowywanie, archiwizację aż po odbiór i użytkowanie. Poszerzona wiedza profesjonalna na temat aktualnego stanu rynku wydawniczego i księgarskiego w kraju w kontekście rozwoju nowych technologii umożliwia im praktyczne rozwiązywanie problemów zawodowych. Posiadają przygotowanie do wykonywania zawodu redaktora i wydawcy oraz dalszego doskonalenia zawodowego, zarówno jako pracownicy wydawnictw, działów wydawniczych, marketingowych i promocyjnych firm komercyjnych, jak i pracownicy instytucji kultury.
Absolwenci studiów I stopnia na kierunku Architektura Informacji uzyskują kwalifikacje i kompetencje uprawniające do podjęcia pracy w zawodach: architekta informacji, projektanta grafiki i multimediów, projektanta grafiki stron internetowych, specjalisty od użyteczności systemów informacji, menedżera zawartości serwisu internetowego.
Instytut Nauk o Informacji kształci w zakresie zawodów informacyjnych. Aktualnie na różnych poziomach (studia I i II stopnia oraz studia podyplomowe) przygotowuje specjalistów na następujących kierunkach:
- architektura informacji;
- zarządzanie informacją i publikowanie cyfrowe;
- edytorstwo, bibliotekoznawstwo i informacja naukowa (studia podyplomowe).

## Struktura organizacyjna
Władze
| Stanowisko              | Imię i nazwisko             |
| ----------------------- | --------------------------- |
| Dyrektor INoI           | dr hab. Iwona Pietrzkiewicz |
| Zastępca dyrektora INoI | dr Bożena Jaskowska         |

Katedry
| Katedra                        | Kierownik                   |
| ------------------------------ | --------------------------- |
| Katedra Wiedzy o Mediach       | prof. dr hab. Grażyna Wrona |
| Katedra Kultury Informacyjnej  | dr hab. Grzegorz Nieć       |
| Katedra Zarządzania Informacją | dr hab. Władysław Kolasa    |

Pozostałe jednostki
| Jednostka organizacyjna                      | Kierownik             |
| -------------------------------------------- | --------------------- |
| Biblioteka Polonistyki i Informacji Naukowej | mgr Małgorzata Idzior |

## Publikacje i konferencje
Czasopisma naukowe wydawane przez Instytut:
- Annales Universitatis Paedagogicae Cracoviensis Studia ad Bibliothecarum Scientiam Pertinentia[7]. Wydawnictwo jest recenzowanym czasopismem naukowym, które ukazuje się w cyklu rocznym. Na jego łamach publikowane są oryginalne wyniki badań z zakresu szeroko pojętej bibliologii i informatologii. Tytuł jest kontynuacją wydawnictwa pt. Rocznik Naukowo-Dydaktyczny Prace Bibliotekoznawcze, który ukazywał się w latach 1982–1999 (9 tomów).
- Rocznik Historii Prasy Polskiej[8] jest wydawnictwem ciągłym Komisji Prasoznawczej PAN Oddziału w Krakowie, wydawanym przez Polską Akademię Nauk i Uniwersytet Pedagogiczny w Krakowie. Czasopismo poświęcone jest historii polskich mediów.

Konferencje:
- Międzynarodowa Konferencja Naukowa „Kraków – Lwów: książki, czasopisma, biblioteki XIX i XX wieku”.
- Międzynarodowa konferencja „Tożsamość – Niepodległość – Media”.
- Konferencja „Architektura Informacji jako Dyscyplina Akademicka (AIDA)”.